# Нью-Саффолк (Нью-Йорк)
Нью-Саффолк (англ. New Suffolk) — переписна місцевість (CDP) в США, в окрузі Саффолк штату Нью-Йорк. Населення — 403 особи (2020).

## Географія
Нью-Саффолк розташований за координатами 40°59′48″ пн. ш. 72°28′39″ зх. д. / 40.99667° пн. ш. 72.47750° зх. д. (40.996754, -72.477472).  За даними Бюро перепису населення США в 2010 році переписна місцевість мала площу 1,58 км², з яких 1,44 км² — суходіл та 0,14 км² — водойми.

## Демографія
Згідно з переписом 2010 року, у переписній місцевості мешкало 349 осіб у 177 домогосподарствах у складі 109 родин. Густота населення становила 221 особа/км².  Було 307 помешкань (194/км²).
Расовий склад населення:
| - 98,0 % — білих - 0,6 % — чорних або афроамериканців - 0,3 % — корінних американців |

До двох чи більше рас належало 0,3 %. Частка іспаномовних становила 6,3 % від усіх жителів.
За віковим діапазоном населення розподілялося таким чином: 11,2 % — особи молодші 18 років, 57,6 % — особи у віці 18—64 років, 31,2 % — особи у віці 65 років та старші. Медіана віку мешканця становила 56,3 року. На 100 осіб жіночої статі у переписній місцевості припадало 84,7 чоловіків;  на 100 жінок у віці від 18 років та старших — 84,5 чоловіків також старших 18 років.
За межею бідності перебувало 13,2 % осіб, у тому числі 0,0 % дітей у віці до 18 років та 1,0 % осіб у віці 65 років та старших.
Цивільне працевлаштоване населення становило 185 осіб. Основні галузі зайнятості: роздрібна торгівля — 21,1 %, освіта, охорона здоров'я та соціальна допомога — 18,4 %, мистецтво, розваги та відпочинок — 15,7 %.